# Iskut Indian Reserve 6
Iskut Indian Reserve 6 är ett reservat i Kanada.   Det ligger i provinsen British Columbia, i den centrala delen av landet, 3 900 km väster om huvudstaden Ottawa. Iskut Indian Reserve 6 ligger vid sjön Kluachon Lake.
Trakten runt Iskut Indian Reserve 6 är nära nog obefolkad, med mindre än två invånare per kvadratkilometer.